# Victurnien d'Esgrignon
Victurnien d'Esgrignon, né en 1801, est  un  personnage de La Comédie humaine d'Honoré de Balzac.
Orphelin de mère à cinq ans, il est entouré des soins vigilants de mademoiselle Armande, sa tante, qui fait l'admiration d'Émile Blondet dans son enfance. Beaucoup trop gâté par un père faible, Victurnien se lance dans des frasques dès l'âge de dix-huit ans et commence à faire des dettes. Le bon notaire, maître Chesnel, préconise qu'on l'envoie à Paris et lui donne une lettre pour son ami, maître Sorbier (Le Cabinet des Antiques).

## Chronologie
- En 1822, Victurnien appartient à une bande d'écervelés parisiens ; il félicite Lucien de Rubempré d'être passé à la droite. Mais il tombe dans les griffes des « roués parisiens », tels Eugène de Rastignac et Henri de Marsay, qui le poussent au jeu et donc à faire des dettes. Le notaire Cardot, successeur de maître Sorbier, lui avance les sommes qu'il demande (Le Cabinet des Antiques).
- En 1823, il tire chez Keller frères une lettre de change sur Du Croisier, un roturier d'Alençon qui rêve d'être admis dans le cercle du « Cabinet des Antiques », vieille noblesse à laquelle Victurnien appartient, et qui lui ferme sa porte.
- En 1824, Victurnien commet un faux en écriture, car sa dette chez Keller frères a atteint une somme astronomique. Il a maintenant pour maîtresse Diane de Maufrigneuse, chez laquelle il se réfugie pour échapper aux huissiers. Il se cache ensuite chez maître Chesnel, où il est finalement arrêté. Mais, grâce à l'intervention de Diane de Maufrigneuse, à Maître Chesnel et au sens de l'opportunité du juge Camusot, il bénéficie d'un non-lieu. Diane de Maufrigneuse l'abandonne à la fin du Cabinet des Antiques, parce qu'elle le trouve trop faible. Il se bat en duel avec du Croisier, il est blessé et il finit par épouser la très riche nièce de son ennemi, qu'il abandonne, aussitôt installé à Paris, où il mène une vie de débauche.

Victurnien d'Esgrignon apparaît aussi dans :
- Béatrix
- Le Cousin Pons
- Mémoires de deux jeunes mariées
- La Cousine Bette

## Héraldique
|  | Balzac a doté ce personnage d'armes imaginaires qu'il blasonne ainsi, dans Le Cabinet des Antiques, page 126 : D'or à deux bandes de gueules. |

Pour les références, voir :